# Жак-П'єр Аметт
Жак П'єр Аметт (Jacques-Pierre Amette; нар. 18 травня 1943, Сен-П'єр-сюр-Дів, департамент Кальвадос) — французький письменник і літературний критик.

## Біографія
Жак-П'єр Аметт вивчав літературу в Канському університеті та працював журналістом у щоденній газеті Ouest-France та щотижневому журналі Le Point . У Франції його вважають знавцем німецької літератури, особливо Фрідріха Гельдерліна. Він називає себе двомовним. Тривалий час жив у Пфорцгаймі, Гамбурзі та Берліні.
Крім романів і оповідань, він також написав декілька сценічних творів. Також виступав як автор детективних романів під псевдонімом Поль Клеман. У 2003 році отримав Гонкурівську премію за роман «Коханка Брехта».

## Нагороди
- 1986: Премія Роджера Нім'є
- 1992: Театральна премія CIC
- 1997: Prix Contre-point
- 2003: Гонкурівська премія

## Твори

### Романи та оповідання
- Le Congé, 1965
- Élisabeth Skerla, 1966
- Un voyage en province, 1970
- Les lumières de l'Antarctique, 1973
- La Vie comme ça, 1974
- Bermuda, 1977
- La Nuit tombante, 1978
- Jeunesse dans une ville normande, 1981
- Enquête d'hiver, 1985
- Confessions d'un enfant gâté, 1986
- L'Après-midi, 1987
- L'adieu à la raison: Le Voyage de Hölderlin en France, 1991
- La Peau du monde, 1992
- Stendhal — Une journée particulière: 3 juin 1819, 1994
- Province, 1995
- Les Deux Léopards, 1997
- L'Homme du silence, 1999
- Ma vie, son œuvre, 2001
- La Maîtresse de Brecht, 2003 — Гонкурівська премія
- Un été chez Voltaire, 2007
- Journal météorologique, 2009
- Liaison romaine, 2012

### Детективні романи
- Exit, 1981 (як Paul Clément)
- Je tue à la campagne, 1982 (як Paul Clément)
- Le Lac d'or, 2008

### Театр
- Les Sables mouvants, 1974
- Les Environs de Heilbronn, передує Le Maître-nageur, 1989
- Après nous, précédé de La Waldstein, 1991
- Le mal du pays, suivi de singe, 1992
- Appassionata, suivi de Passions secrètes, crimes d'avril, 1993
- La Clairière, 1997
- Le Tableau de Poussin, 2005